# Symphlebomis antipolo
Symphlebomis antipolo là một loài bướm đêm thuộc phân họ Arctiinae, họ Erebidae.